# The Reaction
The Reaction est un groupe de punk britannique fondé en 1977 par Ed Hollis et Mark Hollis, et qui se sépare en 1978.

## Biographie du groupe

### Débuts du groupe
1977, c'est l'effervescence du punk, Mark et Ed Hollis fondent le groupe The Reaction avec Ed Hollis en tant que manager, George Page (guitariste), Gino Williams (batteur), et Bruce Douglas (bassiste). Le groupe enregistre le morceau Talk Talk Talk Talk écrit par Mark Hollis et coécrit par Ed. Hollis. Cette chanson inspire Mark Hollis pour nommer le groupe qu’il forme après la séparation de The Réaction. Ce groupe connaît la notoriété sous le nom de Talk Talk.

## Discographie

### Singles
1. Talk Talk Talk Talk
Sortie : 1977
2. I Can't Resist
Sortie : 30 juin 1978
3. I Am A Case
Sortie : 30 juin 1978